# Gèrm
Gèrm (en francès Germ) és un municipi de la regió d'Occitània, departament dels Alts Pirineus.

## Demografia
| 1962                                       | 1968 | 1975 | 1982 | 1990 | 1999 | 2007 |
| ------------------------------------------ | ---- | ---- | ---- | ---- | ---- | ---- |
| 41                                         | 44   | 44   | 42   | 31   | 25   | 41   |
| Des de 1962: població sense dobles comptes |      |      |      |      |      |      |

## Administració
| Període | Identitat    | Partit |
| ------- | ------------ | ------ |
| 2008-   | François Mur |        |